# Verein der Heckflossenfreunde
Der Verein der Heckflossenfreunde, kurz VdH e.V. (Eigenschreibweise vdh) ist der größte Verein Deutschlands, welcher sich der Pflege des automobilen Kulturgutes der Marke Mercedes-Benz verschrieben hat und von dem Unternehmen als Markenclub anerkannt ist.

## Geschichte

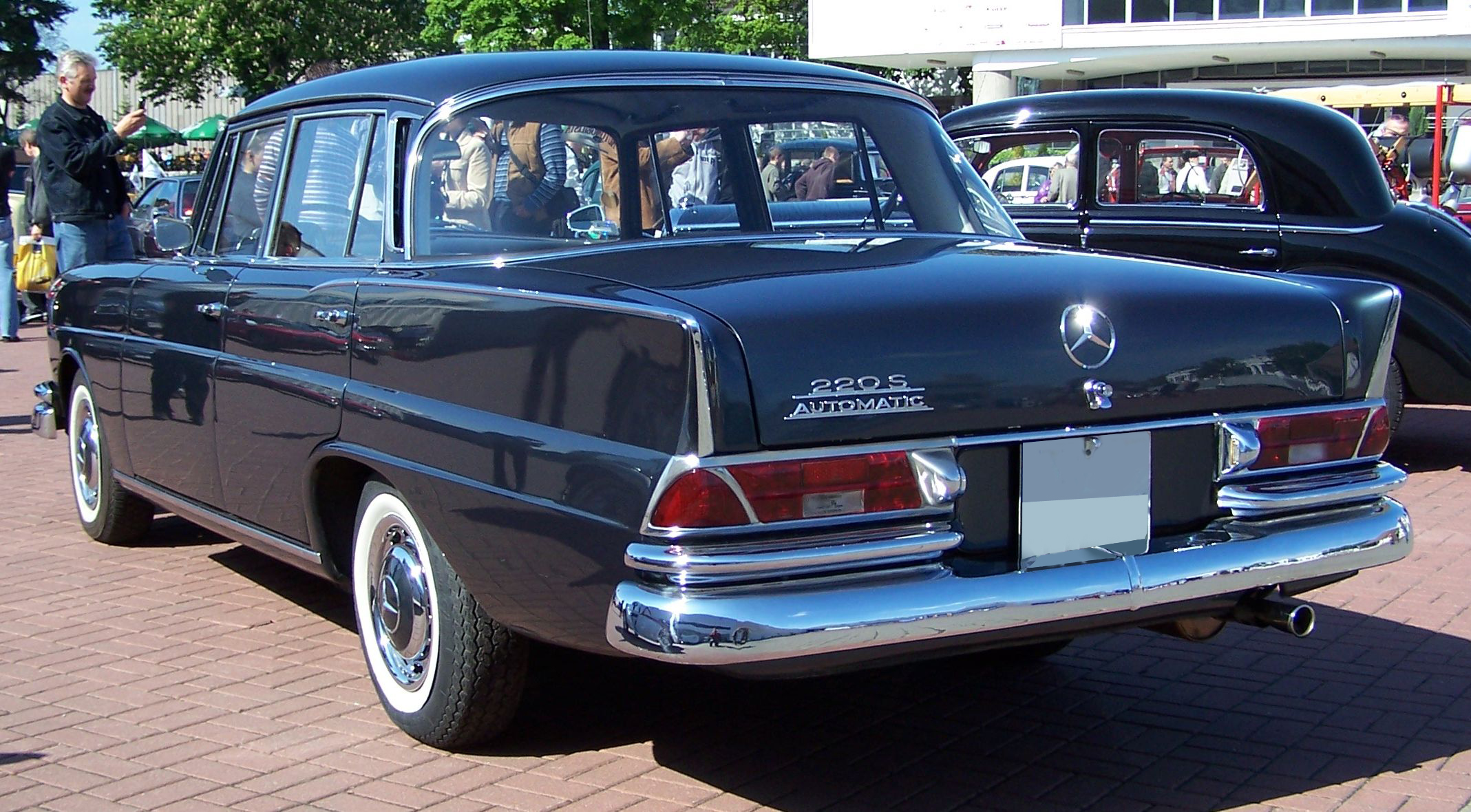
Mercedes-Benz W 111 „große Heckflosse“

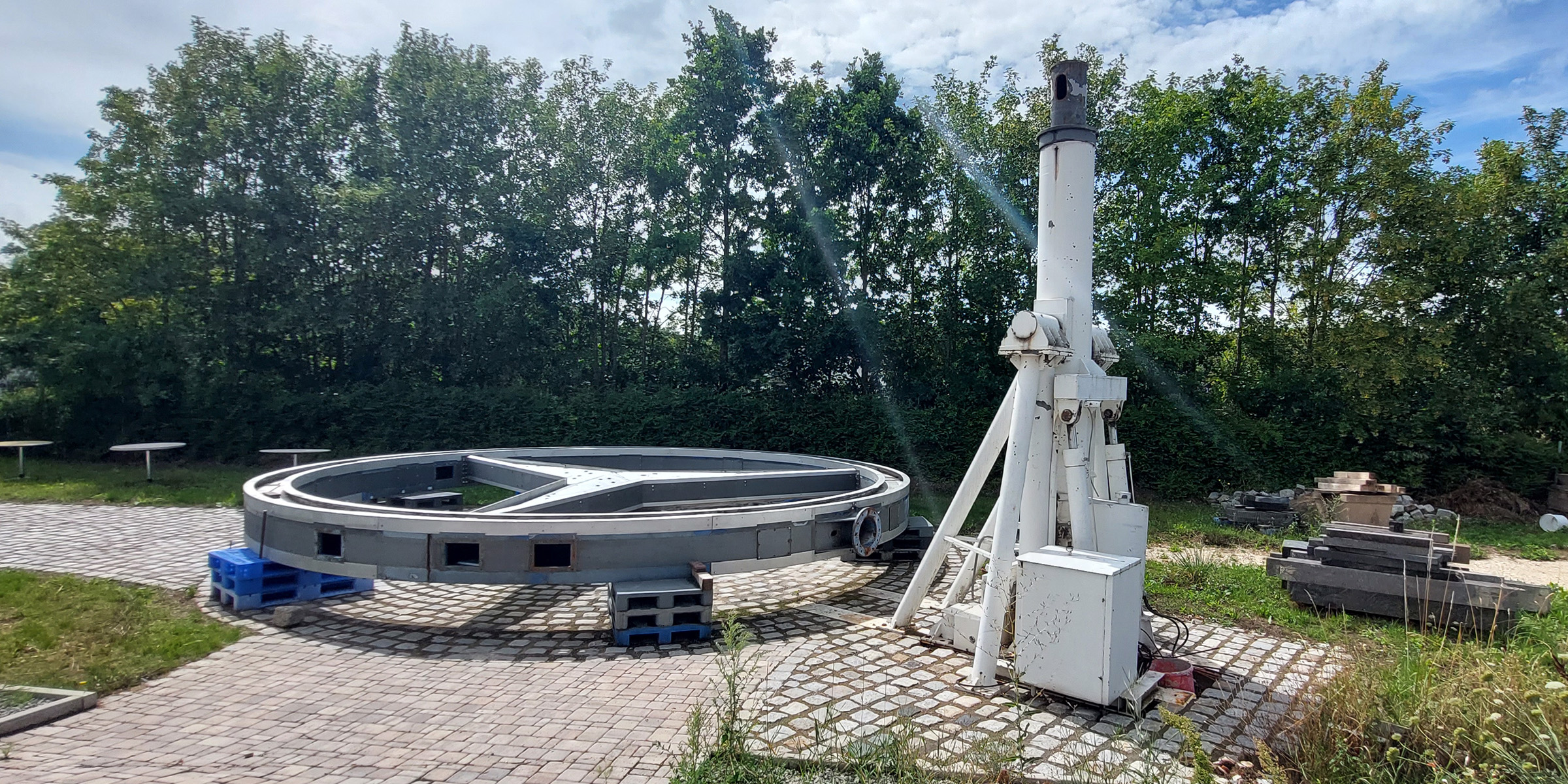
Der Mercedes-Stern vom Dach des 2017 gesprengten Bonn-Centers auf dem Vereinsgelände des VdH, wo er eine neue Verwendung finden soll.

Der VdH – ehemals Verein der Heckflossenfreunde e.V./MB-Strich-Acht-IG – wurde im Jahr 1988 gegründet und zählt zurzeit zwischen 6500 und 7000 Mitglieder, was ihn zum größten Verein von Mercedes-Benz-Liebhabern in Deutschland macht.
Der VdH hat seinen Hauptsitz im fränkischen Ornbau (bei Ansbach), wo auch der organisatorische Schwerpunkt des Vereines liegt. Regional organisiert sich der Verein in 44 Stammtische, ansässig in diversen Städten Deutschlands. In Ornbau selbst veranstaltet der VdH neben regionalen Aktionen sein jährliches Jahrestreffen. Des Weiteren findet in jedem Jahr ein "Herbsttreffen" statt, welches jeweils im Wechsel von einem der Regionaltreffs ausgerichtet wird.
Die Mitgliederzeitschrift Benzheimer Flosskeln, welche in der Regel vierteljährlich erscheint, beinhaltet Informationen bezüglich des Vereines, wie beispielsweise Berichte über Ausfahrten und die Jahrestreffen des Clubs. Des Weiteren findet der Themenbereich Beschaffung von Ersatzteilen für Vereinsmitglieder erheblichen Raum in der Vereinszeitung.

## Fahrzeuge
Im Mittelpunkt der Vereinstätigkeiten stehen, bezüglich Ausstellungen, Ausfahrten und der Beschaffung von Ersatzteilen, unter anderem die Mercedes-Benz-Baureihen W 110, W 111 und W 112 (so genannte "Heckflosse"), W 108 und W 109 ("Alte S-Klasse"), W 114 und W 115 ("Strich Acht" bzw. "/8"), W 116, W 123 und die Baureihen der SL-Klasse W 113 ("Pagode") und R 107 sowie seit 2006 auch der W 201 ("Babybenz" bzw. "190er").